# Apostila
Apostila (apostille) je doložka, jež se připojuje za oficiální listiny a dokumenty, která prokazuje ověření podpisu a otisku razítka na listině za účelem jejího použití v zahraničí.
Tato zvláštní doložka nahrazuje v případech stanovených mezinárodními smlouvami superlegalizaci. Takovou mezinárodní smlouvou je například Úmluva o zrušení požadavku ověřování cizích veřejných listin z 5. října 1961. V tomto případě tedy listina nemusí být ověřena zastupitelským úřadem ČR v zahraničí, ale konečné ověření provádí v zemi, ve které byla listina vystavena, tzv. apostilní orgán. Informaci o tom, zda je třeba provedení superlegalizace nebo zajištění apostily, je možné zjistit telefonickým dotazem na zastupitelském úřadu ČR.
Úkon provádí v České republice Ministerstvo zahraničních věcí ČR a pro listiny vydané justičními orgány, tedy soudy, státním zastupitelstvím, exekutory nebo notáři, Ministerstvo spravedlnosti ČR.
Apostila se ve většině případů vystavuje v úředním jazyce státu, ve kterém byly listiny vystaveny, někdy bývá i dvoujazyčná (druhým jazykem je nejčastěji angličtina). Pro předložení v zemi určení bývá proto nezbytný ověřený překlad, rovněž méně správně označovaný jako soudní překlad, který splňuje požadavky na ekvivalentní transfer obsahu z cílového jazyka do jazyka přijímající země.

## Příklad
Apostilou se opatřují cizí rodné listy, vystavené Čechům narozeným v zahraničí. Na základě ověřeného překladu cizího rodného listu se pak prostřednictvím zastupitelských úřadů České republiky nebo matriky žádá o zápis do zvláštní matriky, kterou v současné době vede úřad městské části Brno-střed.

## Listiny vydané orgánem jiného členského státu Evropské unie
Vybrané veřejné listiny (např. rodný list, oddací list, úmrtní list, výpisu z Rejstříku trestů, osvědčení o státním občanství, doklad o rozvodu manželství, potvrzení o pobytu) vydané orgánem jiného členského státu Evropské unie mohou být předkládány orgánům členského státu v originále a nemusejí být apostilovány. Pokud žadatel požádá vydávající úřad o připojení vícejazyčného formuláře a orgánu jiného členského státu předloží listinu spolu s tímto formulářem, nemusí ani zajišťovat překlad listiny.

## Dvoustranné dohody s dalšími státy
Česká republika má uzavřeny dvoustranné dohody i s některými dalšími státy, na základě kterých si vzájemně uznává s těmito státy veřejné listiny bez nutnosti ověření druhým státem: Afghánistán, Albánie, Alžírsko, státy bývalé Jugoslávie (Srbsko, Bosna a Hercegovina, Kosovo), Jemen, KLDR, Kuba, Kypr, některé státy bývalého SSSR (Rusko, Ukrajina, Gruzie, Moldavsko, Kyrgyzstán, Uzbekistán), Sýrie, Vietnam.